# 馬特奧·羅梭·奧爾西尼
馬特奧·羅梭·奧爾西尼（義大利語：Matteo Rosso Orsini，1178年－1246年），人稱「偉大的」馬特奧（Matteo il Grande），來自義大利貴族奧爾西尼家族，他是一名政治家，同時也是教宗尼古拉三世的父親。他在1241年被教宗額我略九世任命為羅馬元老，是堅定的教宗派支持者，並在1243年擊敗來犯的神聖羅馬帝國皇帝腓特烈二世，馬特奧在1241年的宗座出缺期間是一位具有影響力的羅馬領主，而他也被認為對當年的教宗選舉有很大的影響力，因為是他將具有投票權的樞機關在七節樓的。
他與亞西西的方濟各是好朋友並且他也是方濟各會的守護者。